# Londoni kristálypalota
A londoni kristálypalota (The Crystal Palace) nagy valószínűséggel a földkerekség legnagyobb üvegháza volt. Az első világkiállításra építették fel a Hyde Parkban, melyet Albert herceg, Viktória királynő férje szervezett 1851 májusa és októbere között Londonban. A kristálypalota tervezője Joseph Paxton. Az építmény különlegessége, hogy előre gyártott elemekből készült. Tartószerkezete öntöttvasból készült, ezeket borították a tiszta üveg falak. A kiállítás után a palotát elemeire szedték és áthelyezték London déli részére. Különböző előadásokat, kiállításokat, hangversenyeket és más szórakoztató programokat rendeztek benne. 1936. november 30-án majdnem teljesen leégett. Ami megmaradt belőle 1941-ig látható volt.

## Történelmi áttekintés
1851. május 1-jén a londoni Hyde Parkban Albert herceg, Viktória királynő férje megnyitotta az első világkiállítást, melynek az 1851 angol láb hosszú Kristálypalota adott otthont.
A Kristálypalotát tervező Joseph Paxtonnak nem volt könnyű dolga míg elképzelését elfogadták. A kiállítási bizottság eredetileg mind a 245 tervet elutasította, s 1850 júniusának végén az Illustrated London Newsban nyilvánosságra hozta saját elképzelését. Paxton, aki korábban hatalmas üvegházakat épített, egy unalmas vasúttársasági ülésen itatóspapírra rajzolta a palota első vázlatát. A kidolgozott tervet elküldte a bizottságnak, s győzött.
A kiállítócsarnok rekordgyorsasággal épült fel. A modulrendszerrel épített, acélból és üvegből készült szerkezetet összesen 3320 oszlop tartotta. Az emelettel együtt 95 000 négyzetméter területű építményt 17 ország 14 000 kiállítója vette birtokába. A világ első ipartárlatát öt és fél hónap alatt több, mint hatmillió látogató tekintette meg, többek között az óriás földgömböt, az amerikai gőzágyút, az angol gőzgépeket és mozdonyokat, Alfred Krupp hatalmas öntvényeit, Samuel Colt forgópisztolyát, a szintén amerikai Cyrus Hall MacCormick aratógépét, Bewster skót fizikus sztereonézőjét, a képrögzítés első eredményeit, a dagerrotípiákat s az egyéb kuriózumokat.
A kiállítás hatalmas sikert aratott, noha azonban apróbb kudarcok is előfordultak. Így például az üvegépület beázott, a tartóoszlopok keresztrácsaira verebek fészkeltek, szállítás közben sok anyag összetört, a kiállított tárgyakat tolvajok dézsmálták, továbbá a nemzeti kiállítások egy része nem készült el határidőre és vitát kavart a zsűri több döntése is. Ennek ellenére sem a kíváncsiskodók, sem a kiállítók nem csalódtak, a házigazdák pedig tetemes nyereségre tettek szert.
A Kristálypalotát a kiállítás után egy részvénytársaság vásárolta meg, lebontották és Londontól délre, a kenti grófság területén, Sydenhamben újra felállította. 1854-ben nyitották meg az újjáépített, 60 m magas, majd egy km hosszú épületet, melynek 1882-re már 50 milliónál is több látogatója akadt. A kereszthajó északi harántszelvénye 1866-ban leégett. Ünnepnapokon 4-5 ezren látogatták London leghíresebb nevezetességét. A Kristálypalotát 1936-ban tűzvész pusztította el.

## Érdekességek
- Joseph Paxtont lovaggá ütötték a kristálypalotán végzett munkájáért.
- Az első világkiállítás százezernyi meglepő tárgya közül néhány: tízmázsás pástétom, óriási svájci sajt, kölnivizet locsoló szökőkút, néhány grammos kesztyű, ananászruha, gigantikus üvegpohár, melyben két ember is elüldögélhet, hordó, melynek tetején bált rendezhetnek, kétmázsás abrosz, zenélő ágy, karnyi vastagságú szivar, egyetlen ezüstgarasból készült teabogrács, százfontos szappangolyó. Magyarország boraival és Fischer Mór herendi porcelánjával tűnt ki. Az 5187 kitüntetett között mindössze egy tucat magyar akadt.
- A látogatók között jelen volt Charles Darwin is.
- A sokféle világkiállítási csoda egyike sem vehette fel a versenyt Waterhouse Hawkins londoni művész őslényszobraival.
- A Hawkins-féle dinoszaurusz-modellek túlélték az 1936-os tűzvészt. Felújították és újrafestették őket. A mesterséges tó vizében és partján ma is az eredeti naturalista környezetben állnak a kihalt őshüllők rekonstruált szobrai.

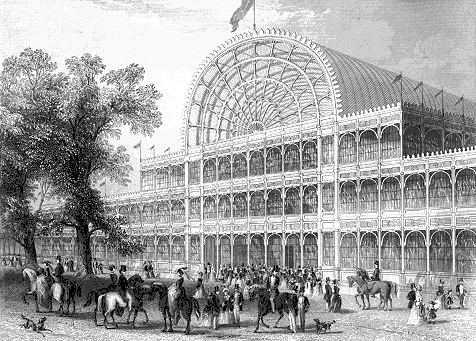
A kristálypalota
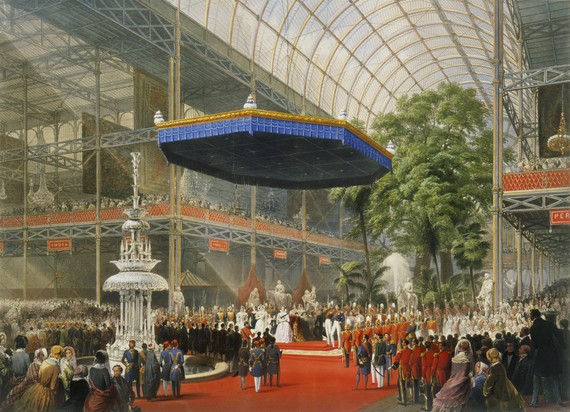
A kristálypalota megnyitóünnepsége.
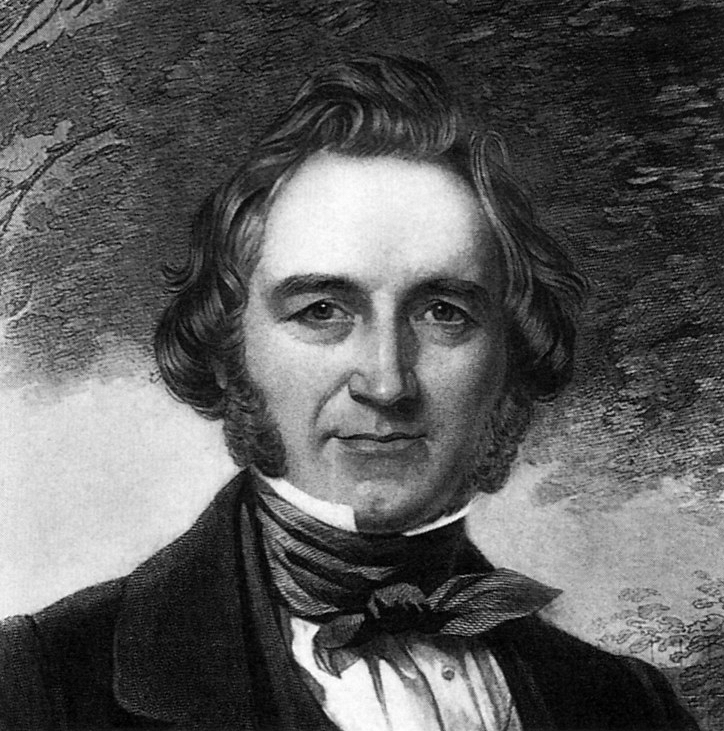
Sir Joseph Paxton, az épület tervezője